# Weißbauchducker
Der Weißbauchducker (Cephalophorus leucogaster, früher Cephalophus leucogaster) ist eine Art der Ducker, die in Zentralafrika vorkommt. Das Verbreitungsgebiet umfasst den westlichen Teil des Kongobeckens. Dort leben die Tiere überwiegend in ungestörten Wäldern, sind aber generell selten. Sie zeichnen sich durch eine hellere goldbraune Rücken- und eine namensgebende weißliche Bauchfärbung aus. Über den Rücken läuft ein dunkler Aalstrich. Die Lebensweise ist nur ungenügend erforscht. Die Tiere nutzen große Aktionsräume und ernähren sich von Früchten. Wissenschaftlich eingeführt wurde der Weißbauchducker im Jahr 1873. Seine nächsten Verwandten finden sich in einigen weiteren ostafrikanischen Rotduckern. Teilweise wird ihm der Uëlle-Weißbauchducker als Unterart zugewiesen. Der Bestand gilt als gefährdet.

## Merkmale

### Habitus
Der Weißbauchducker ist ein mittelgroßer Vertreter der Ducker. Er erreicht eine Kopf-Rumpf-Länge von 92 bis 100 cm und eine Schwanzlänge von 12 bis 15 cm. Die Schulterhöhe beträgt etwa 42 bis 51 cm, das Gewicht liegt bei 14 bis 17,5 kg. Weibchen sind etwas schwerer als Männchen mit einem Unterschied von rund 8 %. Der Geschlechtsdimorphismus zeigt sich dadurch nur gering ausgeprägt. Die Färbung ist allgemein heller als bei den verwandten Arten. Das Fell ist außerdem glatt und kurz. Insgesamt erscheinen die Tiere goldbraun mit einem rötlichen Farbton. Die intensivste Färbung tritt am Rücken und am Rumpf auf. Die Schultern sind eher grau gefärbt und die Beine braungrau, zu den Hufen hin wird die Farbgebung dunkler. An den Sprunggelenken zeichnen sich einzelne dunkle Flecken ab. Die Unterseite, Kinn, Kehle sowie die Beininnenseiten und das Gesäß sind weißlich gefärbt. Die helle Bauchtönung läuft die Körperseiten hinauf und geht graduell in die Rückenfärbung über. Ein schwärzlicher Aalstrich beginnt auf Nacken oder den Schultern, verbreitert sich auf der Rückenmitte und wird auf der Kruppe wieder schmaler. Er ist schmaler ausgebildet als beim Uëlle-Weißbauchducker (Cephalophorus arrhenii), seine Breite beträgt meist 3,6 bis 4,7 cm, selten bis zu 6,9 cm. Den Aalstrich flankieren gebänderte Haare, wodurch bei einigen Individuen die Ränder irregulär wirken. Der Schwanz weist eine große Quaste auf bestehend aus weißspitzigen Haaren. Ansonsten ist der Schwanz oberseits rot, unterseits jedoch nackt. Stirn und Nasenrücken sind dunkel schwärzlichbraun und deutlich von den helleren Kopfseiten abgesetzt. Auf dem Haupt wächst ein hell rötlichbrauner Schopf, der manchmal von schwarzen Haaren durchsetzt ist. Die Hörner treten bei beiden Geschlechtern auf. Bei Männchen werden sie im Mittel 4,7 cm lang, bei Weibchen 2,4 cm. Die Maximallänge wurde mit 12,7 cm verzeichnet. Sie sind damit relativ kurz und nach hinten orientiert, zudem zugespitzt und an der Basis kräftig geringelt.

### Schädel- und Gebissmerkmale
Der Schädel zeichnet sich durch ein kurzes Rostrum, kräftige Hornbasen auf dem Stirnbein und einen scharfen oberen Rand der Voraugengrube (Fossa praeorbitalis) aus. Das Gebiss weist folgende Zahnformel auf: {\displaystyle {\frac {0.0.3.3}{3.1.3.3}}}. Es besteht somit aus 32 Zähnen.

## Verbreitung und Lebensraum
Das Verbreitungsgebiet des Weißbauchduckers liegt in Zentralafrika. Es reicht von Kamerun südlich des Sanaga über Äquatorialguinea und Gabun im Westen ostwärts bis in den Südwesten der Zentralafrikanischen Republik und den Norden der Demokratischen Republik Kongo. Im Osten bilden der Kongo und der Ubangi die Grenze. Die Tiere bewohnen Wälder, hauptsächlich unberührte Primärwälder. Ein häufiges Auftreten in Sekundärwäldern, wie ursprünglich angenommen, hat sich nicht bewahrheitet. Allerdings ist die Art dort gelegentlich ebenso wie an Waldrändern in Flusstälern anzutreffen, mitunter auch im Übergang zu Savannen. In der Regel hält sich der Weißbauchducker unterhalb von 1000 m über dem Meeresspiegel auf. Allgemein gilt er als selten. Von 108 Dungproben verschiedener Ducker aus dem Nationalpark Ivindo in Gabun erwies sich nur eine als zum Weißbauchducker gehörig.

## Lebensweise

### Territorialverhalten
Über die Lebensweise des Weißbauchduckers liegen nur wenige spezifische Informationen vor. Er ist tagaktiv und nutzt große Aktionsräume, die möglicherweise rund 60 ha fassen. Bei Störungen erstarren die Tiere und versuchen, die Quelle zu orten. In der Regel entfernen sie sich dann auf einem Zick-Zack-Weg. Beide Geschlechter geben einen blökenden Ruf durch die Nase ab.

### Ernährung
Der Weißbauchducker ernährt sich überwiegend von Früchten. Untersuchungen von neun Mageninhalten aus Gabun wiesen zu 72,9 % Reste von Früchten und Samen auf. Rund 13,9 % entfielen auf Blätter, 10,8 % auf Blattstiele und Zweige sowie 2,2 % auf Blüten. Untergeordnet ließen sich auch Pilze und tierisches Material nachweisen, in der Regel Insekten. Die Nahrung stammte von rund 50 verschiedenen Pflanzenarten. Es dominierten Früchte mit einem Durchmesser von 1 bis 3 cm, die einen Anteil von 77,3 % erreichten. Wichtige Nahrungspflanzen bilden Annonengewächse wie Artabotrys, Hundsgiftgewächse wie Cylindropsis, Wolfsmilchgewächse wie Plagiostyles oder Rötegewächse wie Nauclea, zudem auch Ongokea.

### Fortpflanzung
Zur Fortpflanzung ist kaum etwas bekannt. Ein gut ausgebildeter Fötus wog 1,5 kg. Neugeborene haben ein hellgraues Fell mit einem wenig ausgeprägten Rückenstreifen. Das Fell der ausgewachsenen Tiere wird noch vor der Entwöhnung ausgebildet. Andere fruchtfressende Ducker der Region gebären ihren Nachwuchs ganzjährig, eine Häufung gibt es jedoch zur ausgehenden Regenzeit und in der Trockenzeit, wenn die Nahrungspflanzen am ergiebigsten sind.

## Systematik
Der Weißbauchducker ist eine Art aus der Gattung Cephalophorus und der Familie der Hornträger (Bovidae). Die Gattung steht innerhalb der Hornträger in der Tribus der Ducker (Cephalophini). Dieser werden fünf weitere Gattungen zugerechnet. Die Ducker vereinen zumeist kleinere bis mittelgroße und kompakt gebaute Vertreter der Hornträger. Sie kommen endemisch in Afrika vor und sind mit Ausnahme von Sylvicapra, der Savannenlandschaften bewohnt, überwiegend an waldreiche Habitate angepasst.
Die wissenschaftliche Erstbeschreibung des Weißbauchduckers geht auf John Edward Gray aus dem Jahr 1873 zurück. Dafür verwendete Gray Individuen aus der Sammlung von Paul Belloni Du Chaillu, als Typusgebiet wies er Gabun aus. Oldfield Thomas gab später das Typusexemplar mit einem nicht vollständig ausgewachsenen weiblichen Tier an. Seine neue Art benannte Gray mit Cephalophus leucogaster. Die Gattung Cephalophus bildet innerhalb der Ducker die artenreichste Gruppe und diente vor allem im 19. und 20. Jahrhundert als „Auffangbecken“ für einen Großteil der kleinen Duckerarten. Molekulargenetische Untersuchungen aus dem Jahr 2001 ließen dann innerhalb der Gattung insgesamt drei Entwicklungslinien erkennen. Eine umfasste die Riesenducker, zu denen der Jentink-Ducker und der Schwarzrückenducker zählen. Eine weitere Gruppe fand sich in den westafrikanischen Rotduckern, etwa der Petersducker und der Ogilby-Ducker. Die dritte wurde durch die ostafrikanischen Rotducker angezeigt, so der Natal-Rotducker und der Harvey-Rotducker. Diese Einteilung der Arten in der Gattung Cephalophus konnte prinzipiell auch durch spätere, im Jahr 2012 veröffentlichte Untersuchungen bestätigt werden. Der Weißbauchducker gehört den Genanalysen zufolge zu den ostafrikanischen Rotduckern und bildet die Schwestergruppe zu allen anderen Vertretern. Laut den genetischen Untersuchungen erfolgte die Aufsplittung der ostafrikanischen Rotducker etwa im Übergang vom Pliozän zum Pleistozän vor rund 2,4 bis 1,2 Millionen Jahren, der Weißbauchducker als Basalform hat sich aber eventuell schon etwas früher abgesetzt. Als ein weiteres Ergebnis der Studien konnte die tiefe Einbettung von Sylvicapra in die Riesenducker herausgestellt werden, wodurch die Gattung Cephalophus paraphyletisch erschien. Dadurch ergab sich die Notwendigkeit, die Rotducker aus Cephalophus herauszulösen, wofür Alexandre Hassanin im Jahr 2012 die Gattungsbezeichnung Cephalophorus vorschlug. Dies wurde letztendlich im Jahr 2022 durch ein Arbeitsteam um Eva V. Bärmann realisiert.
Eine angenommene Unterart wurde im Jahr 1923 mit C. l. seke von Ludwig Lorenz von Libernau eingeführt. Er berief sich dabei auf Tiere aus den Mawambibergen im südwestlichen Kamerun. Sie wurden bei einer Expedition Rudolf Grauers nach Zentralafrika im Zeitraum von 1909 bis 1911 aufgesammelt. Die Form gilt heute als synonym zum Weißbauchducker, was unter anderem durch Jane St. Leger in den 1930er Jahren herausgearbeitet wurde. in einigen Systematiken schließt der Weißbauchducker auch den Uëlle-Weißbauchducker mit ein, der sein Verbreitungsgebiet weiter östlich im Kongobecken hat. Diese Form wurde mitunter auch als Unterart des Schwarzrückenduckers geführt. Eine Revision der Hornträger, veröffentlicht im Jahr 2011 von Colin P. Groves und Peter Grubb sieht sowohl den Weißbaucducker als auch den Uëlle-Weißbauchducker als eigenständig an.

## Bedrohung und Schutz
Laut IUCN ist der Bestand des Weißbauchduckers „potenziell gefährdet“ (near threatend). Die Einschätzung schließt aber den Uëlle-Weißbauchducker mit ein. Die Naturschutzorganisation rechnet mit einem Einbruch der Population von 20 bis 25 % über die letzten drei Generationen (14 Jahre). Verursacht wurde dieser durch intensive Jagd auf die Tiere als Nahrungsressource. Die Jagd erfolgt mit Schlingen und Netzen, was durch die großen Territorien der Tiere und die damit verbundenen Wanderungen begünstigt wird. Möglicherweise führt dies zum lokalen Erlöschen einzelner Bestände und auf eine Beschränkung auf unberührte Waldgebiete. Die Art kommt in mehreren Naturschutzgebieten vor, darunter im Nationalpark Lopé in Gabun und im Nationalpark Monte Alén in Äquatorialguinea.